# Alto Adige (Zeitung)
Der Alto Adige (italienisch für Südtirol) ist die meistgelesene italienischsprachige Tageszeitung in Südtirol.

## Allgemeines
Der Alto Adige wird in Bozen gedruckt und von der Gesellschaft SIE – Società Iniziative Editoriali herausgegeben, die sich mehrheitlich im Eigentum der Athesia befindet.
Von 1946 bis 2021 erschien der Alto Adige auch im benachbarten Trentino, von 1994 bis 2011 wurde er zudem in der Provinz Belluno vertrieben. Bis zum Jahr 2000 wurden alle drei Lokalausgaben für Südtirol, das Trentino und die Provinz Belluno unter dem Namen Alto Adige – Corriere delle Alpi verkauft. Danach wurde das von der Redaktion in Trient aufbereitete Kopfblatt unter dem Namen Trentino, jenes von der Redaktion in Belluno aufbereitete unter dem Namen Corriere delle Alpi veröffentlicht.

## Geschichte
Der Alto Adige wurde 1945 vom Comitato di Liberazione Nazionale in Bozen gegründet und erschien erstmals am 24. Mai desselben Jahres. Einer der Mitgründer war der langjährige Direktor und Geschäftsführer der Zeitung Rolando Boesso. Für die politische Linie des Alto Adige war in den Anfangsjahren der erste gewählte Bozner Nachkriegsbürgermeister Lino Ziller verantwortlich.
Im Dezember 1945 wurde die Druckereigenossenschaft SETA – Società editrice tipografica atesina gegründet, die den Alto Adige bis 2020 herausgab. Ab 1946 wurde die Zeitung auch im Trentino vertrieben.
Seit den 1950er Jahren erhielt der Alto Adige Zuwendungen des Innenministeriums aus einem Fonds zur Verteidigung der Italianität in den Grenzgebieten. In dieser Zeit gelang es der Zeitung auch, den damals einzigen italienischsprachigen Konkurrenten im Südtiroler Zeitungsmarkt, den in Trient erscheinenden l’Adige, zurückzudrängen.
Politisch positionierte sich der Alto Adige bereits seit seiner Gründung als Verteidiger der Italianität Südtirols und startete beispielsweise 1954 in Brixen eine ethnopolitisch aufgeladene „Hetzkampagne“. Seit Ende der 1950er Jahre schlug er einen nochmals deutlich verschärften Kurs ein und wandte sich in deutlicher Polemik gegen alle Bemühungen um eine Autonomie Südtirols. Ab 1958 erschien täglich eine deutschsprachige Seite, die 1999 wieder eingestellt wurde. In den 1970er Jahren begann die Zeitung, auch begünstigt durch einen redaktionsinternen Generationswechsel, nach außen hin politisch gemäßigtere Positionen zu vertreten, und sympathisierte mit oppositionellen Parteien und Bewegungen. Nach mehreren Eigentümerwechseln der SETA kehrte der Alto Adige ab 1977 wieder auf eine nationalistischere Linie zurück.
In den 1980er Jahren übernahm der Gruppo Editoriale L’Espresso als Mehrheitseigentümer die SETA. Ab 1994 erschien der Alto Adige auch in der Provinz Belluno. Im Jahr 2000 erhielten die Kopfblätter im Trentino und in der Provinz Belluno mit Trentino bzw. Corriere delle Alpi eigene Namen. Im September 2011 wurde der Corriere delle Alpi von der SETA an den Gruppo Editoriale L’Espresso abgestoßen.
2016 verkaufte der Gruppo Editoriale L’Espresso seine 71 % Anteile an der SETA an den Athesia-Konzern. 2020 wurde die SETA mit der ebenfalls der Athesia gehörenden Gesellschaft SIE, die die Trentiner Tageszeitung l’Adige herausgibt, fusioniert. 2021 wurde die Druckausgabe des Trentino eingestellt.